# Мемеле
Мемеле (лит. Nemunėlis, лат. Mēmele, рос. Неманек) — річка в Литві й Латвії, в Паневежиському повіті й Бауському краї. Права притока Лієлупи (басейн Балтійського моря).

## Опис
Довжина річки 191 км. Формується з багатьох приток та безіменних струмків.

## Розташування
Бере початок на південно-східній стороні від міста Рокишкіса. Тече переважно на північний захід територією Литви, перетинає литовсько-латвійський кордон. Біля міста Бауска зливається з річкою Мусою, у місці початку річки Лієлупи.
Притоки: Апоща (ліва); Лаукупа, Б'яржуона, Валкшня, Наджупіс, Неретка, Сусея (праві).